# NGC 5284
NGC 5284 је расејано звездано јато у сазвежђу Кентаур које се налази на NGC листи објеката дубоког неба.
Деклинација објекта је - 59° 13' 39" а ректасцензија 13h 47m 6,0s. Привидна величина (магнитуда) објекта NGC 5284 износи 13,5 а фотографска магнитуда 10,0. NGC 5284 је још познат и под ознакама ESO 133-?4.